# Kommensurator
Der Kommensurator von Untergruppen ist ein Begriff aus der Gruppentheorie, einem Teilgebiet der Mathematik.

## Definition
Der Kommensurator der Untergruppe {\displaystyle H} einer Gruppe {\displaystyle G}, bezeichnet mit {\displaystyle \operatorname {comm} _{G}(H)} oder, falls die Gruppe {\displaystyle G} aus dem Kontext ersichtlich ist, auch mit {\displaystyle \operatorname {comm} (H)}, ist 
{\displaystyle \operatorname {comm} _{G}(H)=\left\{g\in G:gHg^{-1}\cap H{\mbox{ hat endlichen Index in }}H{\mbox{ und }}gHg^{-1}\right\}}.
Der Kommensurator ist eine Untergruppe von {\displaystyle G}.

## Beispiele
- Wenn {\displaystyle G} eine abelsche Gruppe ist, dann ist {\displaystyle \operatorname {comm} _{G}(H)=G} für jede Untergruppe {\displaystyle H\subset G}.
- Allgemeiner, wenn {\displaystyle H\subset G} ein Normalteiler ist, dann ist  {\displaystyle \operatorname {comm} _{G}(H)=G}.
- Der Kommensurator eines {\displaystyle \mathbb {Z} }-Faktors im freien Produkt {\displaystyle \mathbb {Z} *\mathbb {Z} } ist {\displaystyle \mathbb {Z} }.
- Allgemeiner, der Kommensurator einer quasikonvexen Untergruppe {\displaystyle H\subset G} einer hyperbolischen Gruppe {\displaystyle G} ist {\displaystyle H}.
- Der Kommensurator von {\displaystyle SL(n,\mathbb {Z} )} in {\displaystyle SL(n,\mathbb {R} )} ist {\displaystyle SL(n,\mathbb {Q} )}.

## Anwendung: Charakterisierung arithmetischer Gitter
Satz (Margulis): Ein irreduzibles Gitter {\displaystyle \Gamma \subset G} in einer halbeinfachen Lie-Gruppe {\displaystyle G} ist arithmetisch dann und nur dann, wenn {\displaystyle \Gamma } unendlichen Index in seinem Kommensurator hat, also wenn {\displaystyle [\operatorname {comm} _{G}(\Gamma ):\Gamma ]=\infty }.